# Diospyros kaki
El caqui o palosanto  (Diospyros kaki) es una especie arbórea de la familia de las ebenáceas, originario de Asia. Su fruto, el caqui, es una baya comestible de sabor muy dulce.

## Descripción
Es un árbol, de hojas caducas, que puede alcanzar los casi 30m de alto. Las hojas, pecioladas y pubescentes cuando jóvenes, son de forma lanceolada, elíptica, ovadao u obovada y miden 5-18 por 2,5-9cm. Las flores son pediceladas, con pedicelo de 10-15 mm de largo, las masculinas en cimas de 3-5 flores con corola blanca, amarillenta o roja, de 6-10 mm y 14-24 estambres ; las femeninas solitarias, con cáliz de 3 cm o más de diámetro, 4 lóbulos y con corola generalmente de color blanco amarillento, acampanado, de 1-1,5 cm, con lóbulos recurvados y ovados, 8-16 estaminodios y ovario glabro o pubescente con 8-10 lóculos y estilo cuadrifido peludo. El fruto es una baya globosa de 2-8,5cm de diámetro, generalmente con cáliz acrescente y persistente, de color naranja a rojo oscuro, brillante y carnosa con semillas ovaladas aplanadas de color pardo oscuro, de unos 15mm de largo, 7 de ancho y 4-5 de espesor, de textura granulada.

## Historia
Este árbol es originario de la actual zona de Japón, China, Birmania y de las montañas del Himalaya del norte de India. En China se encuentra en estado silvestre hasta en altitudes de 2500 m.
En Japón y China se cultiva desde el siglo VIII. Posteriormente fue introducido en los países occidentales: en Estados Unidos, a principios del siglo XIX y en Francia, España e Italia, hacia 1870.

## Variedades

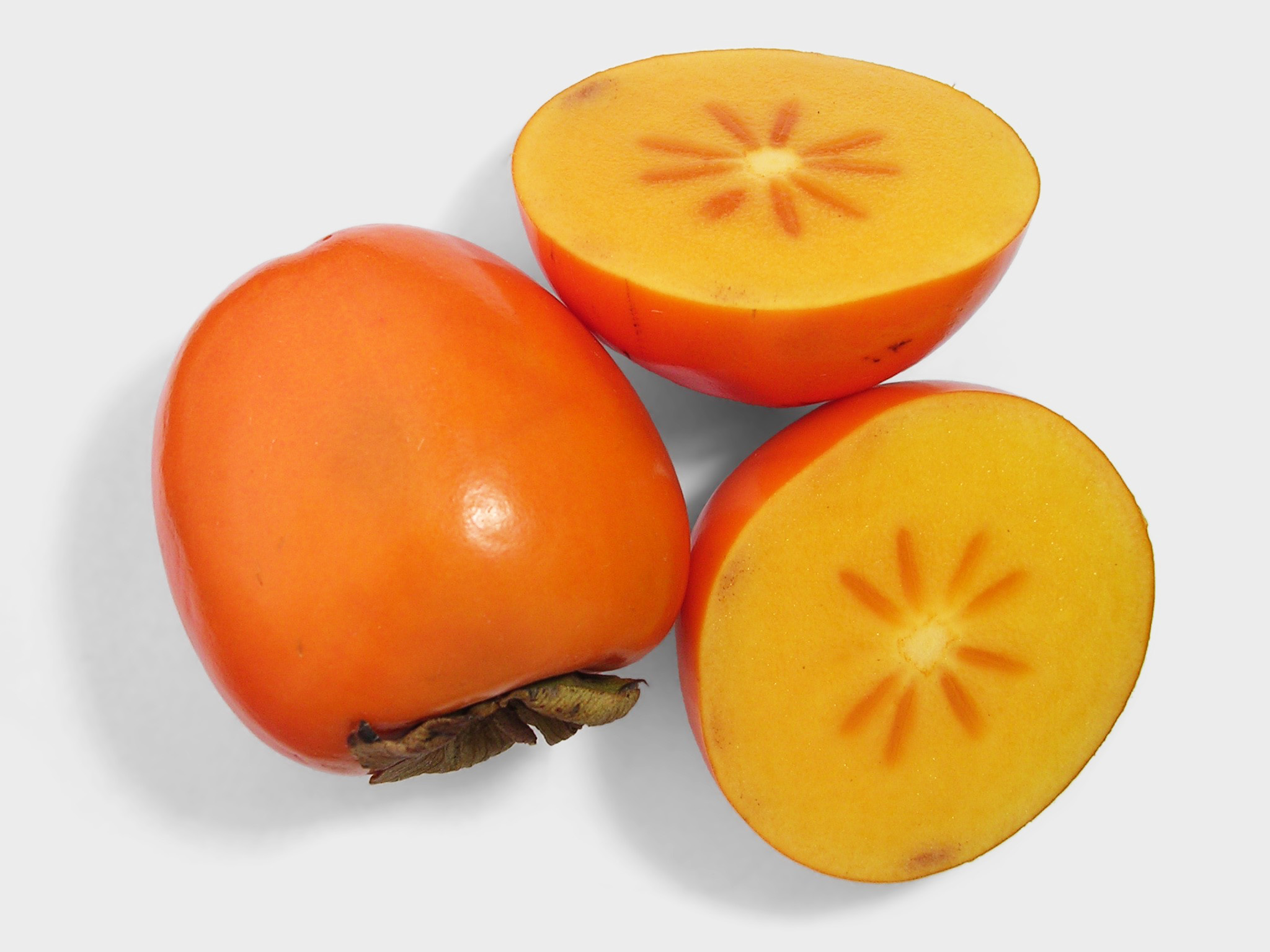
Caqui.

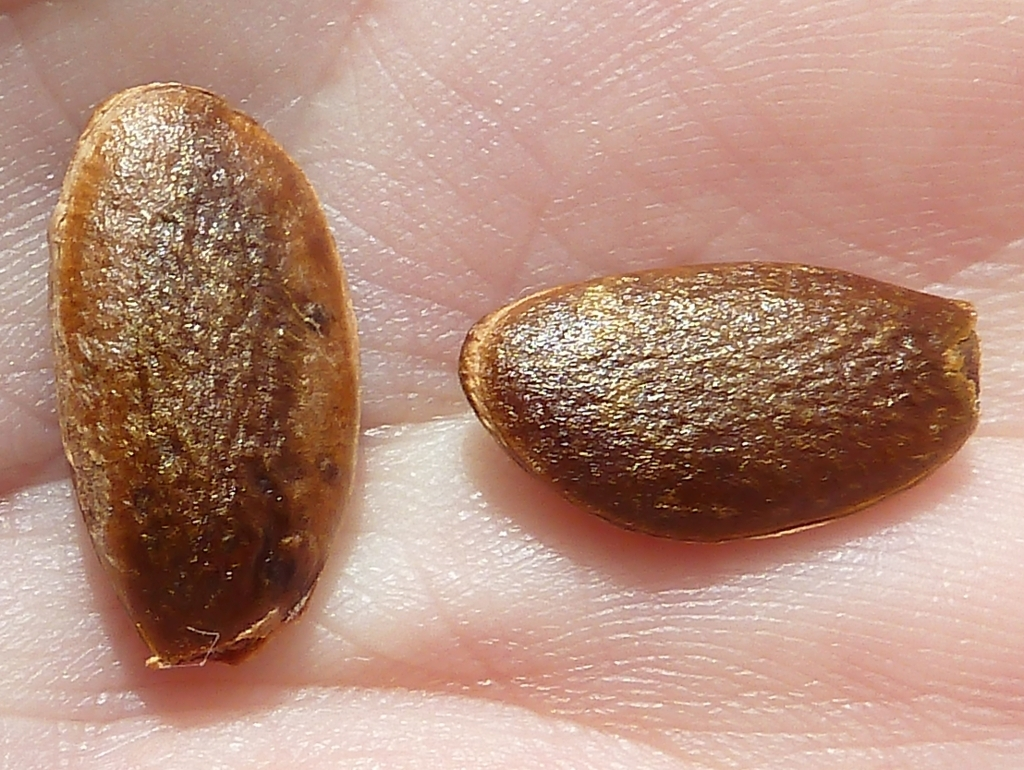
Semillas del cultivar "Persimon"

En función de la astringencia de la pulpa de los frutos antes de la maduración fisiológica, los caquis se pueden clasificar en dos grupos:
- Astringentes; "Tomatero", "Gordo", "Flaco", "Rojo Brillante", "Hachiya", "Tanenashi", "Kushiyama", etc.
- No astringentes; "Fuyu", "Jiro", "Izu", etc.

Aparte de variedades existen marcas comerciales registradas que a veces llevan a errores. Por ejemplo, Persimon no es una variedad, es una marca registrada por la Denominación de Origen Kaki Ribera del Xúquer (Valencia, España) y que es usada en caquis de la variedad Rojo Brillante que se ha sometido a un proceso de eliminación de la astringencia y se vende con la carne dura. Del mismo modo Sharon o Sharoni tampoco es una variedad, es una marca registrada en Israel para su uso en caquis de la variedad Triumph que se han sometido también a un proceso de eliminación de astringencia y se venden con la carne dura.
No hay que confundir Persimon, con una eme, que es la marca registrada como se dice arriba, con persimmon, con dos emes, que es el nombre que se da en inglés a los caquis. 
Atendiendo a si la astringencia de los frutos antes de la maduración fisiológica se produce o no dependiendo de si los frutos han sido fecundados o no, se pueden clasificar en cuatro grupos;
- Grupo CFNA. Constante a la Fecundación No Astringente: cultivares con frutos no astringentes durante la cosecha, no dependiente de la presencia de semillas, es decir, que se haya fecundado. La carne es clara y normalmente presenta pequeñas manchas oscuras. Los frutos resultan comestibles en el árbol aun cuando no estén completamente maduros ("Fuyu", "Jiro", "Hana Fuyu","O'Gosho", "Izu", etc.).

- Grupo VFNA. Variable a la Fecundación No Astringente: cultivares con frutos no astringentes si están fecundados. La carne es oscura y presenta manchas marrones si el fruto tiene una o dos semillas. Presenta carne clara y no son comestibles directamente del árbol si no han sido fecundados, requiriendo en tal caso postmaduración o eliminación de la astringencia en forma artificial ("Kaki Tipo", "Nishimura Wase", "Zenjimaru", "Shogatsu", etc.)

- Grupo CFA. Constante a la Fecundación Astringente: cultivares con frutos astringentes, independientemente de la presencia o no de semillas. La carne es clara y no presenta manchas marrones. Frutos comestibles solamente con sobremaduración, o con eliminación de la astringencia en forma artificial ("Hachiya", "Atago", "Yokono", "Rojo Brillante", etc.).

- Grupo VFA. Variable a la Fecundación Astringente: cultivos con frutos astringentes aun si están fecundados. No son astringentes alrededor de las semillas, donde se forma una zona marrón. El número de las semillas no interfiere en la astringencia de la carne ("Aizumishirazu", "Koshu Hyakume", etc.). A este grupo pertenecen también "Hiratanenashi" y sus mutaciones clonales, aunque generalmente no producen semillas aun después de la polinización.

## Propiedades nutritivas
En cuanto a su valor nutricional, cuenta con importantes cantidades de hidratos de carbono (fructosa y glucosa), pectina y mucílagos (fibra soluble). Además, se trata de una buena fuente de vitamina A y vitamina C que también aporta potasio, hierro, magnesio y calcio y, en menor cantidad, fósforo y sodio.
Escasa de grasas y proteínas y tiene alto valor calórico con respecto a otras frutas. También es una fuente de beta-caroteno y las xantófilas de luteína y zeaxantina (834 µg por 100 g).
Recientemente se han publicado los valores nutricionales relacionados con un zumo de caqui turbioestable y no astringente (González et al., 2015).

## Gastronomía
Cuando se produce la maduración natural, tiene una pulpa blanda, de sabor muy dulce y jugosa. Si esta madurez natural no se ha alcanzado, en las variedades astringentes, el sabor de la fruta es astringente y por tanto desagradable.
En la actualidad es muy frecuente que las variedades astringentes se recojan antes de su madurez natural, cuando aún tiene una consistencia dura y se les someta a un proceso de eliminación de la astringencia, de modo que se pueda comer con carne dura y sabor no astringente.
Los caquis se pueden comer frescos o utilizarse en la elaboración de otros productos como helados, licores, zumos etc.

## Eliminación de la astringencia
Existen tratamientos para eliminar la astringencia de los frutos, un tratamiento normal es el mantenimiento de los frutos recolectados antes del blandeamiento natural de su pulpa e introduciéndolos en cámaras de atmósfera controlada entre 2 y 4 días con una concentración en la atmósfera de 5000 ppm de etanol, una humedad relativa del 90% y a una temperatura de 20 °C.
En la actualidad a nivel comercial parece estar más extendido el uso de dióxido de carbono para la eliminación de la astringencia. Aunque existen diversas recomendaciones, una muy usada es la puesta en cámaras a 20 °C con una humedad relativa del 90% y una concentración de CO2 del 95% durante 24 horas.
Un método casero para la eliminación de la astringencia basado en el mismo concepto que el anterior es recolectar los caquis cuando tienen todavía la pulpa firme e introducirlos en un recipiente cerrado donde también se introduce alguna bebida alcohólica de alta graduación (aguardiente, coñac, etc.), procurando que no entren en contacto la bebida alcohólica y el fruto. Se mantiene dentro durante dos o tres días desapareciendo de este modo la astringencia.
De este modo se puede presentar el kaki con la pulpa consistente y ser comido simplemente mediante el pelado. Si se deja madurar naturalmente la pulpa se reblandece y su manipulación, transporte y consumo es algo más dificultoso.

## Países productores
| Principales productores de caqui (2018) (toneladas)                                            | Principales productores de caqui (2018) (toneladas) |
| ---------------------------------------------------------------------------------------------- | --------------------------------------------------- |
| China                                                                                          | 3.084.458                                           |
| España                                                                                         | 492.320                                             |
| Corea del Sur                                                                                  | 346.679                                             |
| Japón                                                                                          | 208.000                                             |
| Azerbaiyán                                                                                     | 160.092                                             |
| Brasil                                                                                         | 156.935                                             |
| República de China                                                                             | 84.301                                              |
| Uzbekistán                                                                                     | 71.214                                              |
| Italia                                                                                         | 47.615                                              |
| Israel                                                                                         | 28.000                                              |
| Fuente: ONU: La División de Estadística Archivado el 16 de febrero de 2016 en Wayback Machine. |                                                     |

En España se cultiva principalmente en Castellón, Huelva, Sevilla, Málaga y Granada (especialmente en la zona de Zafarraya) y más que en cualquier otro lugar en la provincia de Valencia que posee la Denominación de Origen (D.O.) "Kaki Ribera del Xúquer" que abarca la producción de esta especie de varios municipios de esta provincia. La variedad de caqui autorizada por esta D.O. es la Rojo Brillante injertada sobre Diospyros lotus. Tiene inscritas unas 1800 ha de cultivo. Esta D.O. admite dos tipos de consumo para la misma variedad una es consumo con el fruto blando que se denomina "Classic" y otra con la pulpa dura (sometido a tratamiento para eliminarle la astringencia) que se denomina "Persimon".
Muy común también en la zona de Venecia (Véneto), Italia.

## Taxonomía

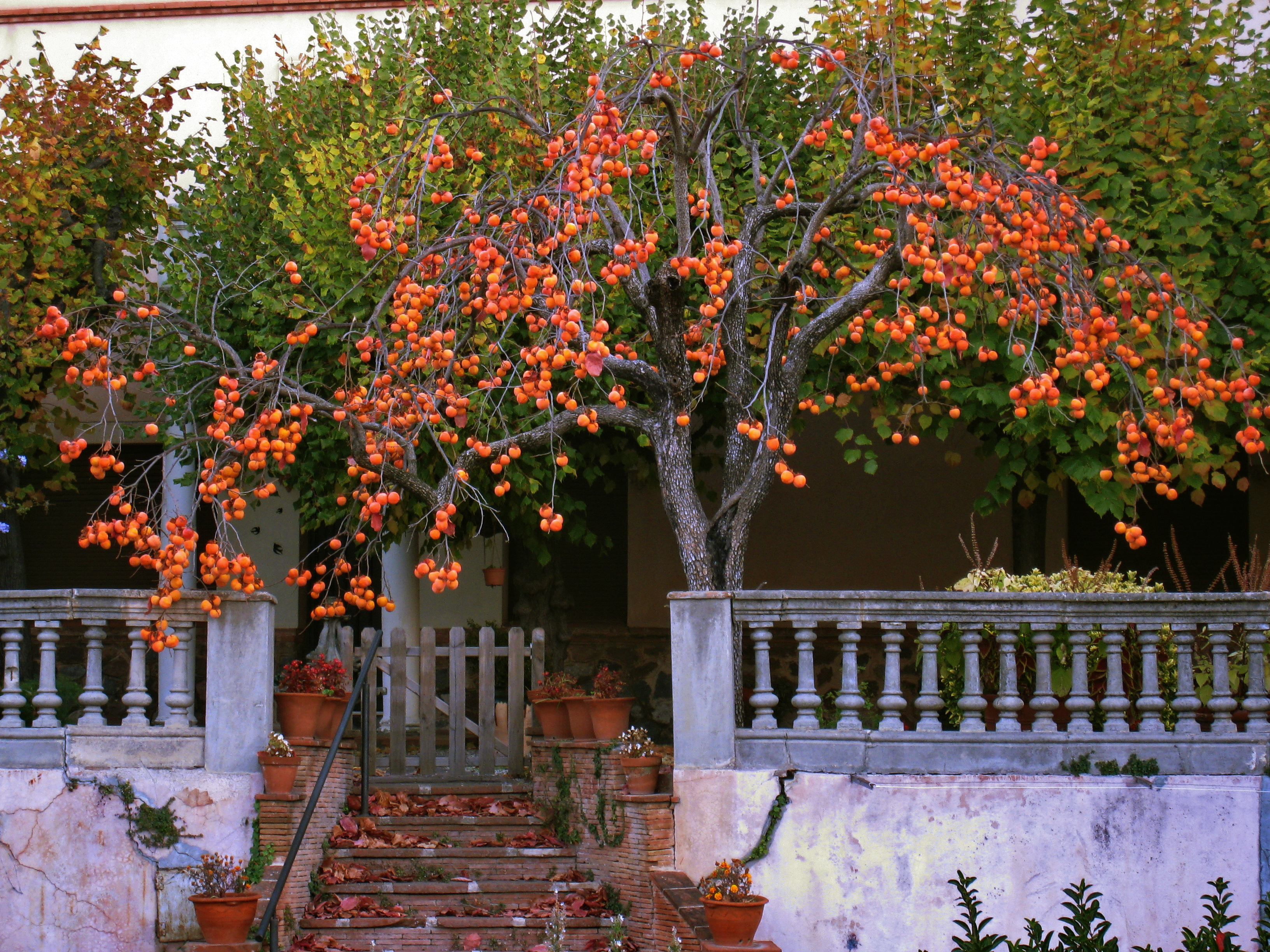
Vista del árbol

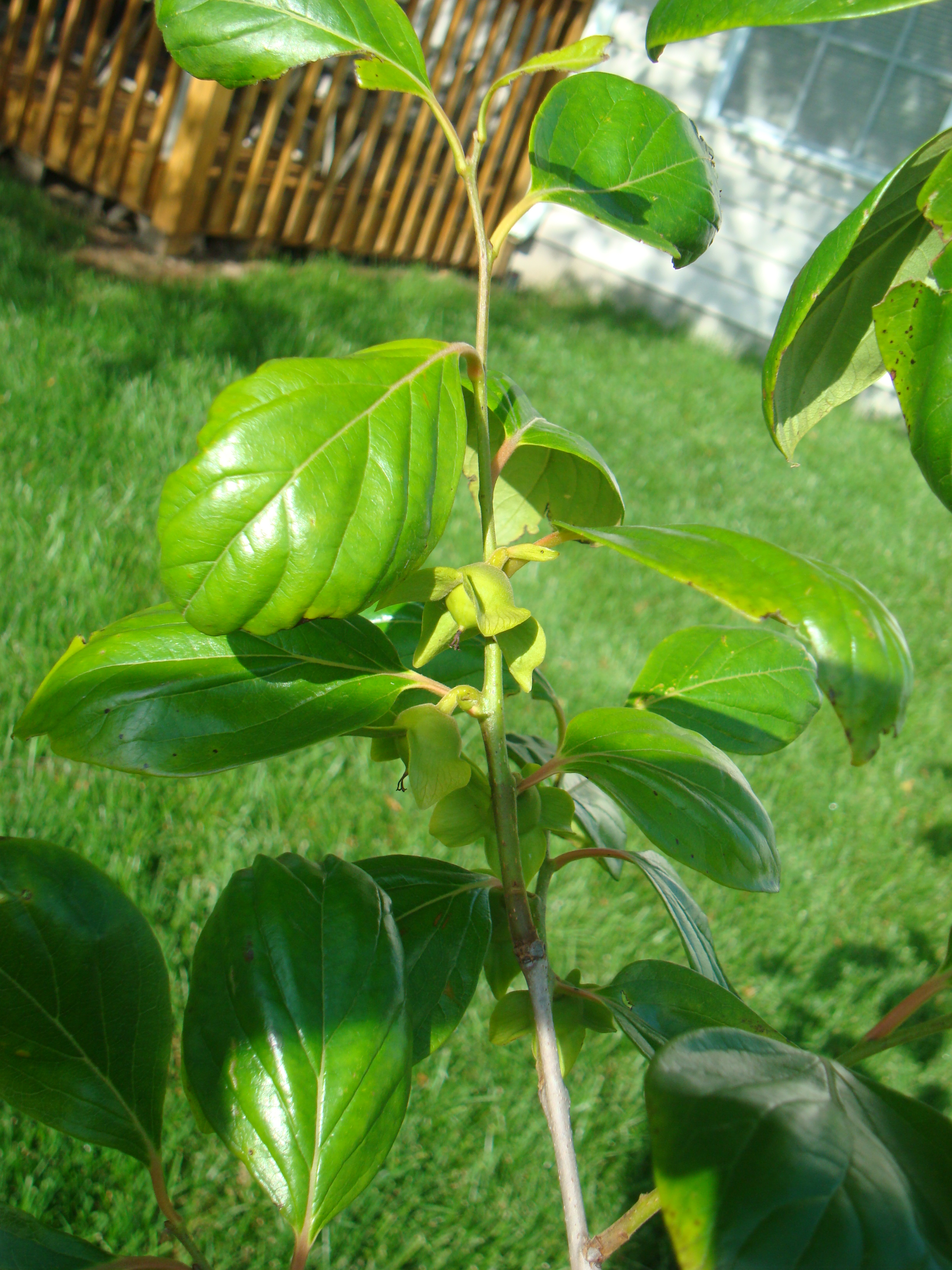
Detalle de las hojas

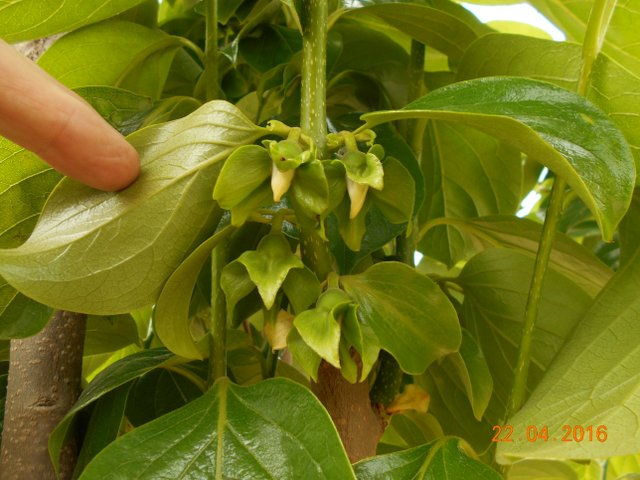
Floración de caqui Rojo Brillante

Diospyros kaki fue descrita por Carlos Linneo el Joven y publicado en Supplementum Plantarum Systematis Vegetabilium, ed. 13, p. 439, , 1782.
Etimología
Diospyros: nombre genérico que proviene de (διόσπυρον) del griego Διός "de Zeus" y πυρός "grano", "trigo" por lo que significa originalmente "grano o fruto de Zeus". Los autores de la antigüedad usaron el vocablo con sentidos diversos: Teofrasto menciona un   diósp¯yros –un árbol con pequeños frutos comestibles de huesecillo duro–, el que según parece es el almez (Celtis australis L., ulmáceas), y Plinio el Viejo (27.98) y Dioscórides lo usaron como otro nombre del griego lithóspermon, de líthos = piedra y spérma = simiente, semilla, y que habitualmente se identifica con el Lithospermum officinale L. (boragináceas). Linneo tomó el nombre genérico de Dalechamps, quien llamó al Diospyros lotus "Diospyros sive Faba Graeca, latifolia".
kaki: epíteto
Sinonimia
- Diospyros amara Perrier
- Diospyros bertii André
- Diospyros chinensis Blume nom.  invalid.
- Diospyros costata Carrière
- Diospyros kaempferi Naudin
- Diospyros kaki Thunb. nom. illeg.
- Diospyros kaki var. aurantium André
- Diospyros kaki var. domestica Makino
- Diospyros kaki var. elliptica André
- Diospyros kaki var. macrantha Hand.-Mazz.
- Diospyros kaki var. sahuti André
- Diospyros kaki var. silvestris Makino
- Diospyros lycopersicon Carrière
- Diospyros mazelii E.Morren
- Diospyros roxburghii Carrière
- Diospyros schi-tse Bunge
- Diospyros schitze Bunge
- Diospyros sinensis Naudin
- Diospyros sphenophylla Hiern
- Diospyros trichocarpa R.H.Miao
- Diospyros wieseneri Carrière
- Embryopteris kaki (Thunb.) G.Don[11]